# Мачелюк Артем Володимирович
Артем Володимирович Мачелюк (нар. 14 жовтня 1999, Україна) — український футболіст, правий захисник «Кудрівки».

## Життєпис
Вихованець новоукраїнської ДЮСШ, у футболці якої виступав в юнацькому чемпіонаті Кіровоградської області. З 2016 по 2016 рік грав за «Зірку» в ДЮФЛУ. З 2016 по 2018 рік виступав за зірку в юнацькому (U-19) та молодіжному чемпіонаті України. Проте в дорослому футболі так і не дебютував. Натомість 28 серпня 2018 року відправився до нижчолігового клубу «Оржел» (Валч). Протягом 2019 року перебував без клубу. На початку січня 2020 року повернувся до «Зірки», яка на той час виступала в аматорському чемпіонаті України. 27 серпня 2020 року став гравцем «Перемоги». У футболці дніпровського клубу дебютував 29 серпня 2020 року в програному (0:2) домашньому поєдинку першого раунду кубку України проти кременчуцького «Кременя». Артем вийшов на поле на 81-й хвилині замість Руслана Курдаса. Цей матч виявився єдиним для гравця у футболці «Перемоги».
9 листопада 2020 року уклав договір з «Черкащиною». Дебютував за нову команду 12 вересня 2020 року в нічийному (0:0) домашньому поєдинку групи Б Другої ліги України проти «Дніпра-1». Проте стати основним гравцем не зумів, виходив на поле в 6-ти поєдинках третього за силою дивізіону чемпіонату України. На початку лютого 2021 року вільним агентом залишив команду. 2 серпня 2021 року повернувся до «Зірки», у складі якої виступав в аматорському чемпіонаті.
Наприкінці січня 2024 року підсилив «Ниву-Кудрівку». У новій команді дебютував 23 березня 2024 року в програному (1:5) домашньому поєдинку 1-го туру чемпіонської групи Першої ліги України проти київського «Лівого берега». Мачелюк вийшов на поле на 89-й хвилині замість Валерія Рогозинського. В еліті українського футболу дебютував 3 серпня 2025 року в переможному (3:1) домашньому поєдинку 1-го туру проти «Олександрії». Артем вийшов на поле в стартовому складі та відіграв увесь матч.